# Nesticus obcaecatus
Nesticus obcaecatus là một loài nhện trong họ Nesticidae.
Loài này thuộc chi Nesticus. Nesticus obcaecatus được Eugène Simon miêu tả năm 1907.